# Bükkmogyorósd
Bükkmogyorósd ist eine ungarische Gemeinde im Kreis Ózd im Komitat Borsod-Abaúj-Zemplén.

## Geografische Lage
Bükkmogyorósd liegt in Nordungarn, 60 Kilometer westlich vom Komitatssitz Miskolc entfernt.
Nachbargemeinden sind Csernely 3 km, Lénárddaróc 3 km und Szilvásvárad 7 km.
Die nächste Stadt Ózd ist 15 km von Bükkmogyorósd entfernt.

## Sehenswürdigkeiten
- Römisch-katholische Kirche Szűz Mária neve, erbaut 1939
- Uszó-Stupa, erbaut 1987

## Verkehr
Durch Bükkmogyorósd verläuft die Landstraße Nr. 2508. Der nächstgelegene Bahnhof befindet sich nordwestlich in Ózd.